# 博尔古

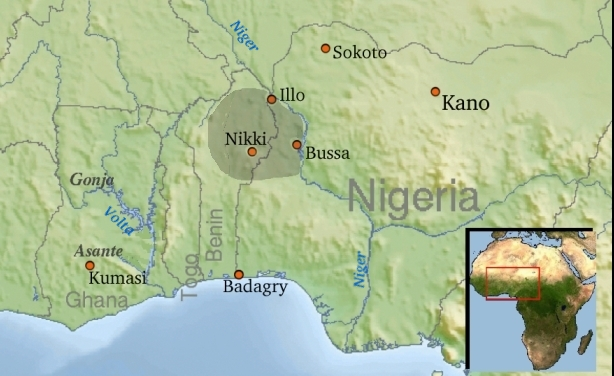
博尔古地区

博尔古（英語：Borgu）是横跨尼日利亚西北部和贝宁共和国北部的一个地区。1898年英法公约将其划分为英国属地和法国属地。博尔古的居民主要有巴里巴人和博尔加瓦人。

## 历史
在英国殖民时代，该地区在皇家尼日尔公司声称拥有的领土内，但英国和法国之间为控制尼日尔河贸易而存在的竞争导致法国占领了该地区的一部分，而英属西非边防部队也在此地区驻扎。此争端最后随着英法划界协定的签订而解决。
后来英国政府将尼日利亚划分为北尼日利亚和南尼日利亚两个保护国，博尔古成为北尼日利亚保护国的一部分。英国在尼日尔河沿岸和杰巴、宗盖鲁、洛科贾和伊洛设立了邮局，并在这些地区之间建立了一条与英国本土联系的邮政路线。

## 现况
尽管由于殖民者的划分，该地区现今分属尼日利亚和贝宁两国，但位于两国的各博尔古小王国之间仍然有许多交流。博尔古地区有三大主要王国，分别是布萨、伊洛和尼基。布萨传统上被认为是博尔古的精神中心，而尼基是政治权力的中心，伊洛是商业中心。

## 引用
1. ↑  Adekunle, Julius. (2004) Politics and Society in Nigeria's Middlebelt: Borgu and the Emergence of a Political Identity （页面存档备份，存于）. Africa World Press, pp. 131-134. ISBN 1592210961
2. ↑  "Northern Nigeria: The Illo Canceller and Borgu Mail" by Ray Harris in Cameo, Vol. 14, No. 3, Whole No. 90, October 2013, pp. 158-160.
3. ↑  . students.com.   [2020-05-13]. （原始内容存档于2020-10-26）.